# Evropský investiční fond

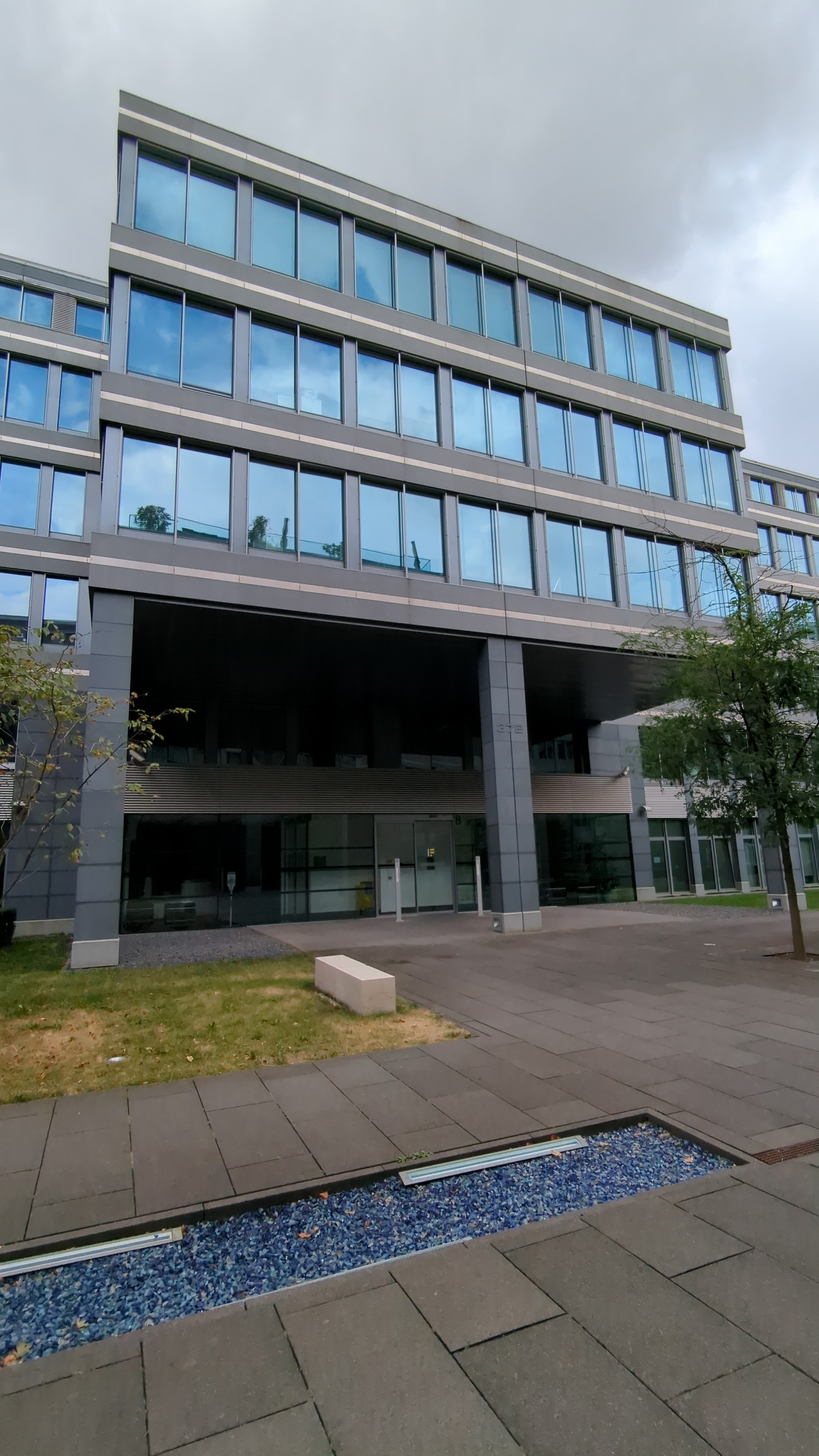
Budova instituce pro evropský instituční fond.

Evropský investiční fond byl založen v roce 1994 a má za úkol poskytovat půjčky malým a středním podnikům. Peníze těmto podnikům neposkytuje přímo, ale prostřednictvím bank. EIF má formu akciové společnosti, akcinoáři jsou Evropská investiční banka (59,15 %), Evropská komise (30,00 %) a ostatní soukromé instituce (10,85 %).